# Embalse de Malpasillo
Embalse de Malpasillo este o arie protejată (arie de protecție specială avifaunistică — SPA) din Spania întinsă pe o suprafață de 522,39 ha, integral pe uscat.

## Localizare
Centrul sitului Embalse de Malpasillo este situat la coordonatele 37°17′11″N 4°40′19″W / 37.2865°N 4.6719°V.

## Înființare
Situl Embalse de Malpasillo a fost declarat arie de protecție specială avifaunistică în octombrie 2002 pentru a proteja 56 de specii de animale.

## Biodiversitate
Situată în ecoregiunea mediteraneană, aria protejată conține 5 habitate naturale: Galerii de Salix alba și de Populus alba, Dehesas cu Quercus spp. perene, Galerii și tufărișuri riverane sudice (Nerio-Tamaricetea și Securinegion tinctoriae), Pseudostepă cu ierburi și specii anuale de Thero-Brachypodietea, Tufărișuri termo-mediteraneene și de pre-deșert.
La baza desemnării sitului se află mai multe specii protejate:
- păsări (48): privighetoare-de-baltă (Acrocephalus melanopogon), pescăruș albastru (Alcedo atthis), rață pitică (Anas crecca), rață mare (Anas platyrhynchos), stârc cenușiu (Ardea cinerea), stârc roșu (Ardea purpurea), stârc galben (Ardeola ralloides), rață-cu-cap-castaniu (Aythya ferina), rață roșie (Aythya nyroca), Bubulcus ibis, pasărea ogorului (Burhinus oedicnemus), bătăuș (Calidris pugnax), prundăraș de sărătură (Charadrius alexandrinus),  prundaș gulerat mic (Charadrius dubius), prundaș gulerat mare (Charadrius hiaticula), chirichița cu obraz alb (Chlidonias hybrida), chirighiță neagră (Chlidonias niger), barză albă (Ciconia ciconia), erete de stuf (Circus aeruginosus), erete cenușiu (Circus pygargus), egretă mică (Egretta garzetta), lișiță (Fulica atra), Fulica cristata, Galerida theklae, găinușă de baltă (Gallinula chloropus), pescăriță râzătoare (Gelochelidon nilotica), ciovlica roșcată (Glareola pratincola), cocor (Grus grus), piciorong (Himantopus himantopus), stârc pitic (Ixobrychus minutus), pescăruș negricios (Larus fuscus), rață pestriță (Mareca strepera), gaia neagră (Milvus migrans), stârc de noapte (Nycticorax nycticorax), Oxyura leucocephala, cormoran mare (Phalacrocorax carbo carbo), flamingo roz (Phoenicopterus roseus), ploier auriu (Pluvialis apricaria), corcodel mare (Podiceps cristatus), Porphyrio porphyrio porphyrio, ciocântors (Recurvirostra avosetta), mărăcinar negru (Saxicola torquatus), Spatula clypeata, chiră de baltă (Sterna hirundo), chiră mică (Sternula albifrons), corcodel mic (Tachybaptus ruficollis), fluierar de mlaștină (Tringa glareola), fluierarul de zăvoi (Tringa ochropus)
- amfibieni (1): Discoglossus galganoi
- mamifere (4): vidră de râu (Lutra lutra), liliac cu aripi lungi (Miniopterus schreibersii), liliac cu urechi de șoarece (Myotis blythii), liliac comun (Myotis myotis)
- nevertebrate (1): Coenagrion mercuriale
- pești (1): Cobitis paludica
- reptile (1): Mauremys leprosa

Pe lângă speciile protejate, pe teritoriul sitului au mai fost identificate 3 specii de plante, 13 specii de păsări, 5 specii de amfibieni, 13 specii de mamifere, 28 de specii de nevertebrate, 56 de specii de pești, 4 specii de reptile.